# Reno (řeka)
Reno je řeka v Itálii (Emilia-Romagna, Toskánsko). Je 211 km dlouhá. Povodí má rozlohu 4600 km².

## Průběh toku
Pramení v Toskánsko-Emiliánských Apeninách. Pod Boloňou protéká Pádskou rovinou. Ústí do Jaderského moře. Až do roku 1797 se vlévala do Pádu, ale časté povodně přiměly řeku změnit svůj tok a od té doby teče do moře starým korytem Po di Primaro.

## Vodní režim
Průměrný roční průtok vody činí více než 200 m³/s. Nejvyšší vodnosti dosahuje na jaře a na podzim, přičemž úroveň hladiny se zvedá o 5 až 6 m.

## Využití
Řeka je na dolním toku napřímena a regulovaná a je na ní umožněna vodní doprava. Voda se také využívá na zavlažování.